# Callistosporium amazonicum
Callistosporium amazonicum är en svampart som beskrevs av Singer 1978. Callistosporium amazonicum ingår i släktet Callistosporium och familjen Tricholomataceae.   Inga underarter finns listade i Catalogue of Life.